# Крушение поезда в Илане (2018)

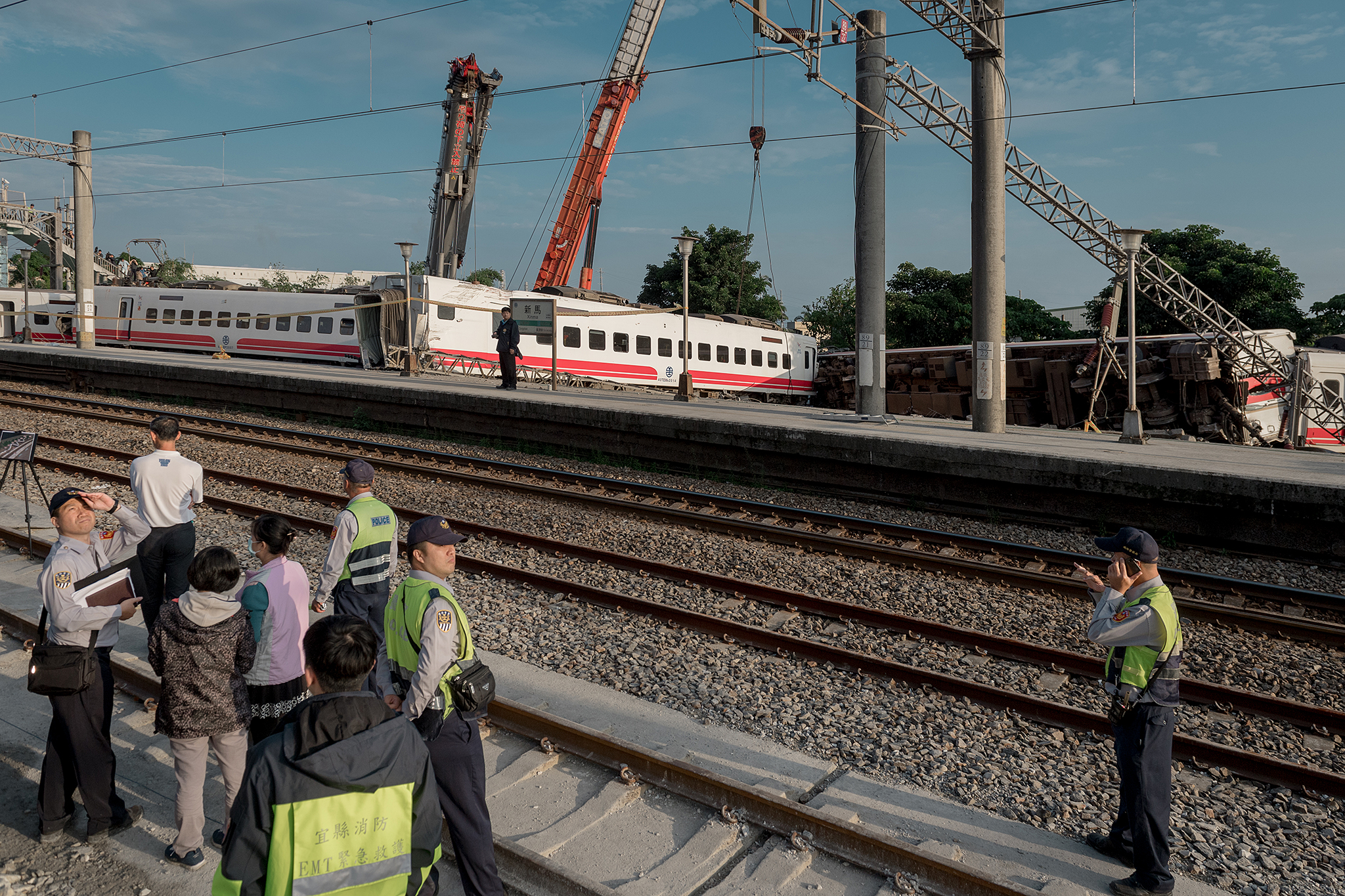

Схема инцидента, упрощённая

Крушение поезда в Илане — крупная железнодорожная катастрофа, произошедшая 21 октября 2018 года в городе Илань, Тайвань. В результате схода с рельсов пассажирского поезда погибли 18 человек, 187 ранены. Происшествие было крупнейшей железнодорожной катастрофой на Тайване с 1991 года, когда крушение под Мяоли унесло жизни 30 человек, по 2021 год, когда при крушении поезда в Хуаляне погиб 51 человек. 

## Катастрофа
Инцидент произошел рядом со станцией Синма на линии Илань в 16:50 по местному времени. Поезд-экспресс, следовавший по маршруту Шулинь (Синьбэй) — Тайдун, сошёл с рельсов.
18 человек погибли в результате катастрофы, ещё 187 получили ранения. По сообщениям, шесть из умерших жертв были моложе 18 лет. Самыми молодыми жертвами стали дети 9 лет. Управление железной дороги Тайваня подтвердило, что среди погибших была семья из восьми человек, а министерство здравоохранения подтвердило, что 53 пострадавших доставлены в больницы.

## Причины аварии
По сообщению The China Post, причиной крушения стало значительное превышение скорости. Участок дороги, на котором произошло крушение, имеет радиус изгиба 300 м, и максимальная разрешённая скорость на нём составляет 75 км/ч, а поезд превысил её почти вдвое, двигаясь со скоростью 140 км/ч.
Незадолго до крушения машинист поезда жаловался на неисправность системы автоблокировки на составе, а затем отключил её.
Сразу после крушения машинист поезда был задержан, 23 октября его отпустили под залог в 500 000 тайваньских долларов (16 167 долларов США). 